# Megabulbus
Megabulbus là một chi nhện trong họ Oonopidae.